# Elezioni parlamentari a Cipro del 2001
Le elezioni parlamentari a Cipro del 2001 si tennero il 27 maggio per il rinnovo della Camera dei rappresentanti e videro la vittoria del Partito Progressista dei Lavoratori.

## Risultati
| Liste                                    | Voti    | %     | Seggi |
| ---------------------------------------- | ------- | ----- | ----- |
| Partito Progressista dei Lavoratori      | 142 648 | 34,71 | 20    |
| Raggruppamento Democratico               | 139 721 | 34,00 | 19    |
| Partito Democratico                      | 60 986  | 14,84 | 9     |
| Movimento dei Socialdemocratici - EDEK   | 26 767  | 6,51  | 4     |
| Nuovi Orizzonti                          | 12 333  | 3,00  | 1     |
| Democratici Uniti                        | 10 635  | 2,59  | 1     |
| Movimento Democratico Combattente        | 8 860   | 2,16  | 1     |
| Movimento degli Ecologisti Ambientalisti | 8 128   | 1,98  | 1     |
| Candidati individuali                    | 909     | 0,22  | –     |
| Totale                                   | 410 987 | 100   | 56    |